# Rhesala punctisigna
Rhesala punctisigna är en fjärilsart som beskrevs av George Francis Hampson 1926. Rhesala punctisigna ingår i släktet Rhesala och familjen nattflyn. Inga underarter finns listade.